# Töre distrikt
Töre distrikt är ett distrikt i Kalix kommun och Norrbottens län. Distriktet ligger omkring Töre i östra Norrbotten.

## Tidigare administrativ tillhörighet
Distriktet inrättades 2016 och utgörs av socknen Töre i Kalix kommun.
Området motsvarar den omfattning Töre församling hade vid årsskiftet 1999/2000 och som den fick 1909 efter utbrytning ur Nederkalix församling.

## Tätorter och småorter
I Töre distrikt finns en tätort och tre småorter.

### Tätorter
- Töre

### Småorter
- Morjärv
- Siknäs
- Sören